# Liste des maires de L'Argentière-la-Bessée
Cet article dresse une liste par ordre de mandat des maires de L'Argentière-la-Bessée.

## Liste des maires
| Période                                  | Période          | Identité                 | Étiquette        | Qualité |
| ---------------------------------------- | ---------------- | ------------------------ | ---------------- | --- |
| Les données manquantes sont à compléter. |                  |                          |                  | |
| 20 février 1794                          | 1798             | Barthélémy Alphand       |                  | |
| 1798                                     | 1800             | Pierre Étienne Melquiond |                  | |
| 1800                                     | 14 mars 1812     | Barthélémy Giraud        |                  | |
| 15 mars 1812                             | 10 avril 1821    | Jean Celse               |                  | |
| 11 avril 1821                            | 1er juillet 1834 | Pierre Étienne Alliey    |                  | |
| 2 juillet 1834                           | 30 décembre 1838 | Joseph Paris Giraud      |                  | |
| 31 décembre 1838                         | 29 octobre 1843  | Pierre Blein             |                  | |
| 30 octobre 1843                          | 8 septembre 1848 | Jean Antoine Giraud      |                  | |
| 10 septembre 1848                        | 10 février 1878  | Jean Pierre Blein        |                  | |
| 11 février 1878                          | 12 juin 1880     | Pierre Alexis Abeil      |                  | |
| 13 juin 1880                             | 17 mai 1884      | Mathieu Faure            |                  | |
| 18 mai 1884                              | 21 janvier 1891  | Auguste Rippert          |                  | |
| 22 janvier 1891                          | 14 mai 1892      | Étienne Gilloux          |                  | |
| 15 mai 1892                              | 7 avril 1897     | Mathieu Rippert          |                  | |
| 8 avril 1897                             | 6 novembre 1897  | Célestin Léothaud        |                  | |
| 7 novembre 1897                          | 19 mai 1900      | Laurent Barnéoud         |                  | |
| 20 mai 1900                              | 16 mai 1908      | Louis Destré Blein       |                  | |
| 17 mai 1908                              | 21 août 1944     | Pierre Alexis Alliey     |                  | |
| Les données manquantes sont à compléter. |                  |                          |                  | |
| 17 mai 1945                              | 8 septembre 1957 | Aristide de Bardonnèche  | SFIO             | Instituteur, directeur d'école Conseiller général de L'Argentière-la-Bessée Sénateur                                                                                |
| 6 octobre 1957                           | 21 mars 1959     | Auguste Gérard           |                  | |
| 22 mars 1959                             | 20 février 1986  | Pierre Auguste Giraud    | DVG puis DVD     | Conseiller général de L'Argentière-la-Bessée |
| 24 avril 1986                            | 20 mars 1989     | Auguste Toye             |                  | |
| 20 mars 1989                             | 29 juillet 2017, | Joël Giraud              | PRG puis EM/LREM | 2e vice-président de la CC du Pays des Écrins (-2017) Président de la CC du Pays des Écrins Vice-président du conseil régional de Provence-Alpes-Côte d'Azur Député |
| 29 juillet 2017,                         | 25 août 2021     | Patrick Vigne            |                  | 1er adjoint au maire (-2017) |
| 7 septembre 2021                         | en cours         | Alain Sanchez            |                  | |